# Деревня имени Тельмана
И́мени Те́льмана — деревня в Болотнинском районе Новосибирской области. Входит в состав Ояшинского сельсовета.

## География
Площадь деревни — 20 гектар.

## Население
| 1979 | 1989 | 2002 | 2007 | 2010 |
| ---- | ---- | ---- | ---- | ---- |
| 107  | ↘105 | ↘87  | ↗93  | ↘71  |

## Инфраструктура
В деревне по данным на 2007 год отсутствует социальная инфраструктура.